# Gare de Liancourt - Rantigny
Gare de Liancourt - Rantigny vasútállomás Franciaországban, Rantigny településen.

## Vasútvonalak
Az állomást az alábbi vasútvonalak érintik:
- Párizs-Lille-vasútvonal

## Kapcsolódó állomások
A vasútállomáshoz az alábbi állomások vannak a legközelebb:
- Gare de Laigneville
- Gare de Clermont-de-l'Oise